# Янгол революції
«Янгол революції» (англ. The Angel of the Revolution) — науково-фантастичний роман англійського письменника Джорджа Гріффіта. Дебютний роман автора, який приніс йому визнання. Вперше надрукований у газеті «Персонс Віклі». на написання «Янгола революції» Гріффіта надихнув успіх роману «Велика війна 1892» у журналі «Блек енд Вайт», якого с вою чергу написали під впливом «Битви при Доркінгу».
Вибухова суміш футуристичних фантазій Жуля Верна, утопічні візії «Новини нізвідкіля» та майбутньої інвазійної літератури Чешні та його послідовників, розповіли про групу самопроголошених «терористів», які підкорюють світ за допомогою військового дирижабля. Очолений калікою, геніальним російським євреєм та його дочкою, «ангелом» Наташею, «Братство Свободи» встановлює над землею «pax aeronautica» після того, як молодий винахідник освоїв технологію польоту в 1903 році. Герой закохується в Наташу та приєднується до її війни проти усталеного в суспільства порядку та російського царя зокрема.

## Назва роману
Назва роману була дана на честь герої-змовниці Наташі, дочки натхненника революційної організації. Її неперевершена краса та відданість справі зробили ім'я цілком відповідним назві.

## Сюжет
3 вересня 1903 року 26-річний чоловік на ім'я Річард Арнольд, який присвятив серце й душу винаходу літальної машини, нарешті здійснивши свою мрію у вигляді моделі повітряного корабля, яка здатна літати самостійно. Однак, живучи повністю для своєї мрії, він завершив свою роботу не маючи грошей, щоб оплатити навіть своє життя наступного дня, не кажучи вже про те, щоб зробити щось практичне з революційним винаходом. Обставини змусили його блукати вулицями Лондона, допоки незнайомець не почув бурмотіння винахідника про літальну машину, яка не повинна потрапити в руки тирана, або для використання у війні и для руйнувань. Незнайомець представився як Моріс Колстон, і незабаром обидва чоловіки зрозуміли, що поділяють таку саму неприязнь до влади та існуючого статус-кво у застарілому суспільстві, поставивши себе на «війну з цим Суспільством».
Порозумівшись з Колстоном, Арнольд зустрівся з іншими керівниками «Братства свободи», революційної організації анархістів, нігілістів та соціалістів, які прагнули подолання експлуатації в суспільства та бідності. Погоджуючись з ідеями революційної організації, Річард передав свої знання та вміння в їх розпорядження, зберігаючи при цьому свій повний контроль над винаходом, який змінить обличчя Землі. Під час одного з зібрань Арнольд познайомився з Наташею, Ангелом Революції, і відразу закохався в неї. Однак причина, через яку вони познайомилися, мала набагато більше значення, тому роман між ними повинен був чекати кращих часів. Завдяки спонсорській підтримці братства, яка забезпечила винахідника всім необхідним, Арнольд закінчив будівництво першого повітряного корабля, який коли-небудь пролітав небом над Землею, він назвав його «Арієль».
Новий корабель вперше використали у березні 1904 року для порятунку Наташі, яку російська влада заарештувала під час побудови «Арієль». Під час польоту до місця призначеного в Росії, де вони намагатимуться врятувати Наташу, «терористи» — а саме так назвали усіх членів цієї таємної місії — вирішили показати світові руйнівну силу повітряного корабля. Найпотужнішу європейську фортецю, Кронштадт, розташовану на острові у Фінській затоці, було обрано в якості прикладу демонстрації того, якою зброєю тепер володіють терористи. Протягом декількох хвилин, завдяки руйнівній зброї на борту «Арієль», якої ще не бачила жодна армія, фортеця була приведена на руїни. Завдяки використанню такого судна та незліченної кількості агентів різних професій, яких Братство мало в усьому Західному світі, терористам вдалося врятувати Наташу до того, як конвой політв’язнів дійшов до Сибіру. Звістка про таємниче повітряне судно та його могутність розповсюдилася по всьому Західному світу, викликаючи страх та паніку як серед простих людей, так і серед заможних верств суспільства.
Тим часом, після сорока років миру, європейські держави готувалися до неминучого остаточного зіткнення: складалися плани, підписувалися й перевірялися договори, армії були оснащені та мобілізовані. Намагаючись контролювати війну, яка вже наближалася, та змусити закінчити всі війни, терористи вирушили на пошуки підходящого місця для штабу, звідки вони могли б відправляти накази та організовувати власні війська, не відволікаючись на них. І таке ідеальне місце вони знайшли — посеред Африки, який відкрили англійські дослідники та назвали «Аеріал». Регіон складався з райської долини, оточену високими горами, й таким чином, недоступним будь-яким звичайним судном, окрім повітряного корабля. У тому раю Арнольд та Наташа нарешті присяглися в коханні один перед одним, домовившись продовжити свою тугу за пристрастю до тих пір, допоки війна, яка вже наближалася, не допоможе припинити всі інші війни, і на Землі не буде відновлено вічний мир. А тим часом терористи побудували ще одинадцять повітряних кораблів, ідентичних «Арієль», а дванадцятий — флагман — був у два рази більшим та з вдвічі потужнішою вогневою силою.
Коли Європа поринула у війну між Англо-Тевтонським союзом (на чолі з Великою Британією, Німеччиною та Австрією) й Франко-Слов'янською лігою (на чолі з Росією, Францією та Італією), нова війна виявилася ще більш руйнівною, ніж попередні, особливо після того як росіяни та французи почали використовувати найновіші повітряні кулі. Незважаючи на те, що повітряні кулі багато в чому поступалися повітряним кораблям терористів, все ж руйнували форт за фортом, місто за містом й забезпечували численні перемоги для Франко-слов'янського союзу. Незважаючи на те, що вони могли зверху скинути лише динаміт, повітряні кулі спричиняли таку загрозу, що німецька та австрійська армії не змогли впоратися з ситуацією, швидко втрачаючи території. Під час перших тижнів цієї війни з Титанами терористи намагалися триматися осторонь від будь-якого союзу, періодично з'являючись то тут, то там, вирішуючи власні проблеми із залученими сторонами чи зброєю для війни, поступово просуваючи власну ідеологічну програму, повільно, проте неухильно. Все-таки через миттєву неуважність або необережність, в також через зраду у власних лавах, терористи втратили один повітряний корабель, який потрапив до рук росіян. Переслідуючи втрачене судно при спробі його повернути або знищити, терористи довели перевагу своїх літаючих машин перед будь-якою іншою людською технікою, включаючи бойові кулі росіян та французів. Зрештою, отримавши втрачений повітряний корабель, вони стали свідками руйнівної сили, яку Франко-слов'янський союз мав у своєму розпорядженні проти англо-тевтоців, який переконав «терористів», що Велика Британія та її союзники не мають шансів виграти таку війну. 
Оскільки європейська війна невідворотно наближалася до берегів Великої Британії, коли Німеччина повністю потрапила під владу російського царя, терористи мали завершити найважливішу частину роботи. Керівник американської секції Братства Майкл Робуров попросив руки Наташі, й на превелике розчарування як Наташі, так й Арнольда, батько Наташі відправив доньку до Америки. Закохані не намагалися кинути виклик волі головного терориста, тому прийняли зміни, як і зазвичай — впевнені, що план Наташі знову розроблений з ретельною та раціональною підготовкою. Проте виявилося, що Робуров насправді шантажував Натаса: він пропонував обміняти вірність американської секції на руку Наташі. З дозволу Натаса під час прийому в своєму американському будинку, Наташа застрелила Робурова, й американська секція здобула нове керівництво, готове до революції.
У ніч на 4 жовтня 1904 року було передано наказ мільйонам таємних послідовників Братства в Америці, а наступного дня виробництво повністю зупинилося, вулиці та державні установи були захоплені організованими масами, а уряд — повалений. Новий уряд заарештував великих капіталістів, які мали намір використати європейський конфлікт для отримання ще більшого прибутку, постачаючи зброю Франко-слов'янському союзу, й при підтримці повітряних кораблів та військ, відданих справі Братства, терористи проголосили нову Англо-Саксонську федерація. Незабаром Канада зіткнулася з аналогічною федерацією, й терористи звернулися до Великої Британії з пропозицією: або зіткнутися з повним знищенням російськими та французькими силами, або стати частиною Федерації. Британський уряд відмовився від цієї пропозиції, виявивши бажання боротися до кінця й все ще сподіваючись, що острови не зможе взяти жодна континентальна армія.
Величезним здивуванням для британців став той факт, що за допомогою бойових куль Франко-слов'янському союзу вдалося не лише заблокувати всю заморську торгівлю до Британії та з неї, але й організував успішний десант військ на британську територію, прагнучи взяти Лондон як серце англосаксонського світу. В облозі та без союзників Велика Британія останньою несамовито воювала, проте облога знищила всі запаси продовольства і не залишила Старому Леву іншого вибору, окрім як прийняти нещодавно відправлену пропозицію від терористів. На піку своєї влади російський цар вже з нетерпінням чекав капітуляції Великої Британії і був здивований, коли у Великій Британії з'явилася нова армія: армія, яку зібрана терористами, як і в Америці. Ще більшим було здивування царя, коли він зрозумів, що терористи мають у своїх рядах тисячі його підданих. За допомогою повітряних кораблів та військ американської секції, Братство — тепер воно виступає в якості англосаксонської федерації — швидко знищило майже всі російські, французькі та італійські війська, змусивши всі армії здатися й закінчило світову війну всього за два дні.
9 травня відбулася конференція, яка вирішила майбутнє західного світу. Маючи владу мільйонів чоловіків під прапором своєї Федерації та повітряні кораблями в небі, терористи легко переконували всіх європейських лідерів у тому, що єдиний спосіб зупинити руйнування — зробити так, щоб війни більше не могли розпочатися. Таким чином, було вирішено роззброїти всі існуючі армії, а поліція була єдиною силою, яка підтримувала правопорядок. Однак на Сході, буддисти та мусульмани, воювали один з одним не знаючи про те, що сталося в Європі. Після перемоги над опонентами мусульмани перебралися до Туреччини, намагаючись завоювати західний світ. Зустрівшись з величезною руйнівною силою Федерації, вони незабаром визнали поразку й прийняли умови капітуляції, які були поставлені перед ними терористами. Умови були однаковими для всіх націй, тепер об'єднаних під прапором Федерації, всесильних сил миру. Вилучивши з національних законів усі несправедливі та заплутані частини, а також конфіскувавши на користь держави всю землю, яка безпосередньо не використовувалась для виробництва, Федерація нарешті домоглася того порядку, який підходив простій людині, не боячись воєн у майбутньому. Маючи величезне бажання терористи досягти своєї мети будь-якими доступними засобами, вони, зрештою, домоглися успіху й перемогли у своїй війні, щоб закінчити всі війни.

## Відгуки
Для нього характерно те, що Майкл Муркок назвав «керований політ образів», по суті соціалістичним маніфестом та занадто романтизованим повітрям. «Про-нігілістська» позиція Гріффіта була розглянута в статті Барбари Арнетт Мелькйорі «Тероризм у романах Пізньої Вікторіанської епохи», який з'явився в «Огляді сучасної мови». Продовження роману, «Сирена небес», з'явилося 1984 року в «Пірсонс Віклі» у формі книги «Ольга Романофф».